# Хронологична таблица за откриване и изследване на Африка (от древността до 1870 г.)
| Години                                | Име на откривател, изследовател                               | Направени открития и изследвания | Изследванията му засягат следните съвременни държави и територии |
| ------------------------------------- | ------------------------------------------------------------- | --- | ---------------------------------------------------------------- |
| XIX в. пр. Хр.                        | военачалници на последните царе от XII династия               | Плаване на юг, нагоре по Нил до 2-рия праг | Египет                                                           |
| Около 1500 пр. Хр.                    | военачалници на царица Хатшепсут (XVIII династия)             | Плаване покрай бреговете на Червено море в страната Пунт (вероятно п-ов Сомалия) | Египет, Судан, Еритрея, Джибути, Сомалия                         |
| XV в. пр. Хр.                         | военачалници на царете от XVIII династия                      | Плаване на юг, нагоре по Нил до 5-ия праг | Египет, Судан                                                    |
| Около 945 пр. Хр.                     | финикийски мореплаватели на служба при цар Соломон            | Плаване в страната Пунт (вероятно, Източна Африка на юг от п-ов Сомалия) | Египет, Судан, Еритрея, Джибути, Сомалия                         |
| X в. пр. Хр.                          | индийски мореплаватели                                        | Откриване на остров Сокотра (12°31′ с. ш. 53°55′ и. д. / 12.516667° с. ш. 53.916667° и. д.) | Сокотра                                                          |
| Около VIII в. пр. Хр.                 | финикийски мореплаватели                                      | Откриване на цялото северно крайбрежие на Африка и Гибралтарския проток. Начало на откриването на Атласките планини | Египет, Либия, Тунис, Алжир, Мароко                              |
| До 594 пр. Хр.                        | финикийски мореплаватели на служба при фараона Нехо II        | Предполагаемо тригодишно плаване окола цяла Африка |                                                                  |
| Около 525 пр. Хр.                     | картагенския мореплавател Ханон                               | Предполагаемо плаване покрай северозападното крайбрежие на Африка до нос Алмади (Зелени) | Мароко, Западна Сахара, Мавритания, Сенегал                      |
| До II в. пр. Хр.                      | испански рибари                                               | Откриване на Канарските о-ви | Канарските о-ви                                                  |
| Около 20 г. пр. Хр.                   | римския военачалник Корнелий Балб                             | Римски военен поход от средиземноморското крайбрежие на юг до оазисите на областта Фезан | Либия                                                            |
| Около 42 г. сл. Хр.                   | Гай Светоний Паулин                                           | Римски военен поход в Атласките планини, пресичане на планините и достигане до река Герис в северозападната част на Сахара | Мароко                                                           |
| Около 50 – 100                        | гръцки и сирийски мореплаватели                               | Плаване покрай източните брегове на Африка до остров Занзибар | Египет, Судан, Еритрея, Джибути, Сомалия, Кения, Танзания        |
| Около 60                              | военачалници на император Нерон                               | Военен поход нагоре по Нил и Бели Нил до Южен Судан | Египет, Южен Судан                                               |
| Около 340                             | Фрументий                                                     | Първо проникване на византийски християнски мисионери в северната част на Етиопската планинска земя | Еритрея, Етиопия                                                 |
| 642 – 643                             | военачалници от Първия халифат                                | Арабски походи от Египет на запад и превземане на Киренайка | Египет, Либия                                                    |
| 667 – 670                             | военачалници от халифата на Омейядите                         | Арабски походи от Триполитания на юг в Сахара в оазисите на Фезан и Гадамес | Либия                                                            |
| 670 – 709                             | военачалници от халифата на Омейадите                         | Арабски походи по северното крайбрежие на Африка от Тунис до Атлантическия океан | Тунис, Алжир, Мароко                                             |
| VIII-IX в.                            | мореплаватели от Багдадския халифат                           | Откриване от арабите на Коморските о-ви, Мадагаскар и западните брегове на Мозамбикския проток | Коморските о-ви, Мадагаскар, Танзания, Мозамбик                  |
| IX в.                                 | арабски мисионери                                             | Проникване на мюсюлманството в Западна Сахара | Западна Сахара, Мавритания, Алжир, Мали                          |
| Първата пол. на X в.                  | Абу Исхак ал Фариси ал Истахри (ок. 850 – 934)                | Пътешествие в Северна Африка | Египет, Либия, Алжир, Тунис                                      |
| 915 – 945                             | Масуди                                                        | Пътешествия в Северна и Източна Африка | Египет, Либия, Алжир, Тунис, Судан                               |
| XI в.                                 | арабски мисионери                                             | Проникване на мюсюлманството в Централна Сахара и към езерото Чад | Нигер, Буркина Фасо, Нигерия, Чад                                |
| 30-50-те години на XI в.              | Абу Абдалах Мохамед ибн Мохамед ал Идриси (1100 – 1161/1165)  | Пътешествия в Северна Африка | Египет, Либия, Алжир, Тунис                                      |
| 60-те години на XI в.                 | военачалници на династията на Алморавидите                    | Първо пресичане на Сахара от север на юг, от Атласките планини до река Нигер | Алжир, Мали                                                      |
| 1312 – 1341                           | генуезки мореплаватели                                        | Вторично откриване на Канарските о-ви | Канарските о-ви                                                  |
| 1325 – 1327                           | Ибн Батута                                                    | Пътешествие в Северна Африка | Мароко Алжир, Тунис, Либия, Египет                               |
| 1345                                  | генуезки мореплаватели                                        | Откриване на о-вите Мадейра | Мадейра                                                          |
| 1352 – 1353                           | Ибн Батута                                                    | Пресичане на Западна Сахара до Тимбукту на река Нигер, а на обратния път – Централна Сахара | Мароко Алжир, Мали                                               |
| 1402 – 1403                           | Жан Бетанкур                                                  | Плаване до Канарските о-ви и покрай северозападните брегове на Африка до нос Бохадор (26°07′ с. ш. 14°30′ з. д. / 26.116667° с. ш. 14.5° з. д.) | Канарски острови, Мароко, Западна Сахара                         |
| 1413 – 1415, 1416 – 1419, 1421 – 1423 | Джън Хъ                                                       | Плаване покрай източните брегове на Африка от Сомалия на север до Мозамбикския проток на юг | Сомалия, Кения, Танзания, Мозамбик                               |
| 1416                                  | Гонсало Велю Кабрал                                           | Откриване на западното крайбрежие на Мароко до устието на река Дра (28º 41` с.ш.) | Мароко                                                           |
| 1418                                  | Триштан Тейшейра (ок. 1395 – 1480)                            | Откриване на остров Порту Санту (33°05′ с. ш. 16°20′ з. д. / 33.083333° с. ш. 16.333333° з. д.), втория по големина в о-вите Мадейра | Мадейра                                                          |
| 1419                                  | Жуау Гонсалвиш Зарку (ок. 1390 – 1471)                        | Вторично откриване на остров Мадейра (32°45′ с. ш. 16°59′ з. д. / 32.75° с. ш. 16.983333° з. д.), най-големия от о-вите Мадейра | Мадейра                                                          |
| 1424 – 1444                           | Николо Конти (1395 – 1469)                                    | Първо европейско посещение на п-ов Сомалия и остров Сокотра и описание на природата и населението на Египет и Либия | Сомалия, Сокотра, Египет, Либия                                  |
| 1434 – 1435                           | Жил Еаниш                                                     | Плаване покрай северозападните брегове на Африка до нос Бохадор (26°07′ с. ш. 14°30′ з. д. / 26.116667° с. ш. 14.5° з. д.) (1435). Придвижване на няколко десетки километра южно от носа (1435) | Мароко, Западна Сахара                                           |
| 1436                                  | Афонсо Гонсалвиш Балдая                                       | Придвижване на юг покрай западния бряг на Африка до Северния тропик и откриване на залива Рио де Оро (23°30′ с. ш. 16°00′ з. д. / 23.5° с. ш. 16° з. д.) | Западна Сахара                                                   |
| 1441, 1443                            | Нуньо Триштан                                                 | Откриване на западното крайбрежие на Африка на юг от залива Рио де Оро до нос Кап Блан (20°46′ с. ш. 17°03′ з. д. / 20.766667° с. ш. 17.05° з. д.) (1441). Откриване на залива Арген (20°37′ с. ш. 16°29′ з. д. / 20.616667° с. ш. 16.483333° з. д.) | Западна Сахара, Мавритания                                       |
| 1444, 1445                            | Лансароти                                                     | Откриване на о-вите Арген в залива Арген (20°37′ с. ш. 16°29′ з. д. / 20.616667° с. ш. 16.483333° з. д.) (1444). Откриване устието на река Сенегал (16°00′ с. ш. 16°30′ з. д. / 16° с. ш. 16.5° з. д.) | Мавритания                                                       |
| 1446                                  | Диниш Фернандиш                                               | Откриване на нос Алмади (Зелени нос, 14°44′ с. ш. 17°32′ з. д. / 14.733333° с. ш. 17.533333° з. д.), най-западната точка на Африка | Сенегал                                                          |
| 1447                                  | Нуньо Триштан                                                 | Заобикаляне на нос Алмади (Зелени нос) и достигане до нос Верга (10°12′ с. ш. 14°27′ з. д. / 10.2° с. ш. 14.45° з. д.) – откриване на о-вите Бижагош (11°30′ с. ш. 16°00′ з. д. / 11.5° с. ш. 16° з. д.) и Тристан (10°52′ с. ш. 15°01′ з. д. / 10.866667° с. ш. 15.016667° з. д.) и устията на реките Гамбия и Когон (11°02′ с. ш. 14°41′ з. д. / 11.033333° с. ш. 14.683333° з. д.) | Сенегал, Гамбия, Гвинея-Бисау, Гвинея                            |
| 1455, 1456                            | Алвизе Кадамосто                                              | Първо плаване на 100 км нагоре по течението на река Гамбия (1455). Откриване на о-вите Кабо Верде (Зелени Нос), в т.ч. островите Боавища, Сал, Маю и Сантягу | Гамбия, Кабо Верде                                               |
| 1457                                  | Диого Гомиш                                                   | Първо плаване по цялото долно течение на река Гамбия | Гамбия                                                           |
| 1461                                  | Педру ди Синтра                                               | Откриване бреговете на Гвинея, Сиера Леоне и Либерия до нос Мезурадо (6°19′ с. ш. 1°49′ з. д. / 6.316667° с. ш. 1.816667° з. д.), в т.ч. о-вите Бижагош (вторично, 11°30′ с. ш. 16°00′ з. д. / 11.5° с. ш. 16° з. д.), устието на река Рокел (8°30′ с. ш. 13°08′ з. д. / 8.5° с. ш. 13.133333° з. д.) и остров Шербро (7°33′ с. ш. 12°42′ з. д. / 7.55° с. ш. 12.7° з. д.) | Гвинея, Сиера Леоне, Либерия                                     |
| 1461 – 1462                           | Антонио Ноли (1415 – 1497)                                    | Завършване на откриването на о-вите Кабо Верде (Зелени нос) – западната част | Кабо Верде                                                       |
| 1470                                  | Суейру да Коща                                                | Плаване от нос Палмас (4°20′ с. ш. 7°45′ з. д. / 4.333333° с. ш. 7.75° з. д.) на изток покрай северния бряг на Гвинейския залив и откриване Брега на слоновата кост (Кот д'Ивоар) | Кот д'Ивоар                                                      |
| 1471                                  | Жуау ди Сантарем                                              | Откриване на Златния бряг (Гана) | Гана                                                             |
| 1472                                  | Фернан да По                                                  | Откриване на Робския бряг и остров Биоко (Фернандо По, 3°29′ с. ш. 8°41′ и. д. / 3.483333° с. ш. 8.683333° и. д.) | Того, Бенин, Нигерия, Екваториална Гвинея                        |
| 1472                                  | Руй де Сикейра                                                | Откриване на вулкана Камерун, залива Камерун (3°55′ с. ш. 9°34′ и. д. / 3.916667° с. ш. 9.566667° и. д.), устието на река Санага (3°34′ с. ш. 9°38′ и. д. / 3.566667° с. ш. 9.633333° и. д.), естуара Габон (0°15′ с. ш. 9°29′ и. д. / 0.25° с. ш. 9.483333° и. д.), първо пресичане на екватора, откриване устието на река Огове и достигане на юг до нос Санта Катарина (1º 51` ю.ш.) | Камерун, Екваториална Гвинея, Габон                              |
| 1482                                  | Диого Као                                                     | Откриване на западното крайбрежие на Африка от 1º 51` до 13º 25` ю.ш. (нос Санта Мария), в т.ч. устието на река Конго | Габон, Република Конго, Демократична Република Конго, Ангола     |
| 1484 – 1486                           | Диого Као                                                     | Откриване на западното крайбрежие на Африка от 13º 25` ю.ш. (нос Санта Мария) до нос Крос (21º 46` ю.ш.), като по този начин по време на двете си плавания открива над 2500 км от западния бряг на Африка | Ангола, Намибия                                                  |
| 1487 – 1488                           | Бартулумеу Диаш                                               | Откриване на югозападното и част от южното (22º – 26º и.д.) крайбрежие на Африка и откриване на морския път за Индия. Откриване на заливите Уолфиш Бей (22°54′ ю. ш. 14°29′ и. д. / 22.9° ю. ш. 14.483333° и. д.), Людериц (26°37′ ю. ш. 15°08′ и. д. / 26.616667° ю. ш. 15.133333° и. д.), Спенсър и Алгоа (33°50′ ю. ш. 25°50′ и. д. / 33.833333° ю. ш. 25.833333° и. д.) и планината Хамаис. На обратния са открити нос Иглен нос (34º 52` ю.ш., най-южната точка на Африка), нос Добра Надежда и залива Сейнт Хелена | Намибия, РЮА                                                     |
| 1489 – 1490                           | Перу ди Ковилян                                               | Първо плаване на европеец (на арабски кораб) покрай източните брегове на Африка от п-ов Сомалия до 20° ю.ш. | Сомалия, Кения, Танзания, Мозамбик                               |
| 1492 – 1530                           | Перу ди Ковилян                                               | Първо посещение и пребиваване на европеец в Етиопия | Етиопия                                                          |
| 1497 – 1498                           | Вашко да Гама                                                 | Първо плаване от Европа до Индия покрай бреговете на Африка. Завършване откриването на бреговата линия на Африка | РЮА, Мозамбик, Танзания, Кения                                   |
| 1500                                  | Диого Диаш                                                    | Откриване на цялото източно крайбрежие на остров Мадагаскар и плаване покрай източните брегове на Африка от 3° ю.ш. до Аденския залив | Мадагаскар, Кения, Сомалия                                       |
| 1501 – 1502                           | Жуау да Нова                                                  | Откриване на островите Възнесение (1501, 7°57′ ю. ш. 14°22′ з. д. / 7.95° ю. ш. 14.366667° з. д.), Хуан де Нова (1502, 17°03′ ю. ш. 42°45′ и. д. / 17.05° ю. ш. 42.75° и. д.) и Света Елена (1502, 15°58′ ю. ш. 5°42′ з. д. / 15.966667° ю. ш. 5.7° з. д.) | Света Елена                                                      |
| 1502                                  | Вашко да Гама                                                 | Откриване на Сейшелските о-ви | Сейшелските о-ви                                                 |
| 1506                                  | Вашко Гомиш Абреу, Трищау да Куня                             | Откриване на о-вите Тристан да Куня (37°06′ ю. ш. 12°17′ з. д. / 37.1° ю. ш. 12.283333° з. д.) | Света Елена                                                      |
| 1506                                  | Сида Барбуду                                                  | Първо сравнително точно картиране на около 2300 км от южния и югоизточен бряг на Африка от устието на река Гауритс (34°20′ ю. ш. 21°54′ и. д. / 34.333333° ю. ш. 21.9° и. д.) до остров Базаруто (21°41′ ю. ш. 35°28′ и. д. / 21.683333° ю. ш. 35.466667° и. д.) | РЮА, Мозамбик                                                    |
| 1506                                  | Фернанду Суариш                                               | Дооткриване на Сейшелските о-ви | Сейшелските о-ви                                                 |
| 1506 – 1507                           | Жуау Гомиш Абреу                                              | Откриване на южното и дооткриване на източното крайбрежие на остров Мадагаскар | Мадагаскар                                                       |
| 1507                                  | Педро Маскарена                                               | Откриване на Маскаренските о-ви, в т.ч. остров Мавриций (20°17′ ю. ш. 57°35′ и. д. / 20.283333° ю. ш. 57.583333° и. д.) и остров Реюнион (21°07′ ю. ш. 55°32′ и. д. / 21.116667° ю. ш. 55.533333° и. д.) | Мавриций, Реюнион                                                |
| 1508 – 1509                           | Диого Лопес де Сикейра                                        | Картиране на цялото източното крайбрежие на остров Мадагаскар с дължина над 2000 км. На 20 януари 1509 и откриване на залива Антонжил (15°45′ ю. ш. 49°50′ и. д. / 15.75° ю. ш. 49.833333° и. д.) | Мадагаскар                                                       |
| 1511, 1513                            | Антониу Фернандиш                                             | Първо проникване на португалците във вътрешността на Африка. Изкачване по река Бузи, откриване на средното течение на река Саби, планините Вумба и Чиманимани, река Одзи (ляв приток на Саби), изворите на реките Пунгве (вливаща се в Индийския океан на север от Бузи) и Мазое (десен приток на Замбези), като в горното течение на последната са открити златни находища. На обратния път откриване на река Ревуе (ляв приток на Бузи) (1511). Второ пътешествие към горното течение на река Мазое (1513) | Мозамбик, Зимбабве                                               |
| 1511 – 1515                           | Лъв Африкански                                                | Пресичане на Сахара от север на юг до река Нигер и пътешествие до езерото Чад | Мароко, Алжир, Мали, Нигер, Либия                                |
| 1520 – 1527                           | Родриго ди Лима, Франсиско Алвариш                            | Първо европейско посолство в Етиопия | Етиопия                                                          |
| 1528                                  | Диого Родригес                                                | Откриване на остров Родригес (19°43′ ю. ш. 63°25′ и. д. / 19.716667° ю. ш. 63.416667° и. д.) | Мавриций                                                         |
| 1560, 1575                            | Паулу Диаш                                                    | Изследване и картиране на част от бреговете на Ангола (1560). Изкачване по река Кванза до водопадите Камбамбе и основаване на брега на залива Луанда, на север от устието на Кванза на град Луанда (1575) | Ангола                                                           |
| 70-те години на XVI в.                | Франсиско Барету                                              | Първо плаване по долното течение на река Замбези до праговете Кебрабаса (15°35′ ю. ш. 32°59′ и. д. / 15.583333° ю. ш. 32.983333° и. д.) | Мозамбик                                                         |
| 1613                                  | Педро Паиш                                                    | Откриване на езерото Тана, река Малък Абай, вливаща се в него и река Сини Нил, изтичаща от езерото | Етиопия                                                          |
| 1613 – 1619                           | Луиш Мариану                                                  | Посещение и изследване на цялото западно (до 13º 45` ю.ш.) и южно (до град Форт Дофин) крайбрежие на Мадагаскар и даване на първите хипотези за заселването на огромния остров | Мадагаскар                                                       |
| 1616                                  | Гашпар Букару                                                 | Откриване на езерото Малави (Няса) и река Шире, изтичаща от него. Откриване на реките Лудженда и Рувума и спускане по последната до Индийския океан при Килва (8º 56` ю.ш.)) | Мозамбик, Малави, Танзания                                       |
| 1618                                  | Джордж Томпсън                                                | Изследване на долното и средното течение на река Гамбия | Гамбия, Сенегал                                                  |
| 1624 – 1634                           | Жеронимо Лубу                                                 | Изследване на източното крайбрежие на Африка от остров Пате (2° 07' ю.ш.) до устието на река Джуба (0° 15' ю.ш.) (1624). Пребиваване в Етиопия и изследване района на езерото Тана и изворите на река Сини Нил и даване на първите сведения за река Абай (най-горното течение на Сини Нил) | Кения, Сомалия, Етиопия                                          |
| 1637                                  | агенти на Сенегалската компания                               | Изследване на долното и средното течение на река Сенегал | Мавритания, Сенегал, Мали                                        |
| 1638 – 1644                           | Франсоа Кош                                                   | Изследване на цялото течение на река Онилахи (течаща по Южната тропична окръжност), цялото източно крайбрежие до залива Антожил на север, в т.ч. остров Сент Мари и планинския район в горния басейн на река Мангоки | Мадагаскар                                                       |
| 1648 – 1655                           | Етиен дьо Флакур                                              | Изследване на източните части на Мадагаскар | Мадагаскар                                                       |
| 1652 – 1662                           | Ян ван Рибек (1619 – 1677)                                    | Основаване на град Кейптаун (6 април 1652) и откриване и изследване на Капските планини и междупланинските падини Голямо и Малко Кару | РЮА                                                              |
| 1660                                  | Ян Данкарт                                                    | Откриване на река Олифантс, вливаща се в Атлантическия океан на 31º 40` ю.ш. и планината Олифантсрифир, простираща се на 150 км покрай левия бряг на реката | РЮА                                                              |
| 1685                                  | Симон ван дер Стел (1639 – 1712)                              | Откриване на полупустинята Малка Намаква (30 – 31ºю.ш.) южно от долното течение на Оранжевата река | РЮА                                                              |
| 1697 – 1702, 1714 – 1725              | Андре Брю (1654 – 1738)                                       | Изследване на крайбрежието между 16º и 12º с.ш. и картиране на река Сенегал до образуването ѝ от реките Бафинг и Бакой и левия ѝ приток – Фалеме (1714 – 1716). Основаване на град Сент Луис (сега Сенудебу) | Сенегал, Гамбия, Мали, Гвинея-Бисау                              |
| 1698 – 1700                           | Шарл Жак Понсе (незв.-1706)                                   | Пътешествие от Египет през Судан в Етиопия. От Асют (27°11′ с. ш. 31°11′ и. д. / 27.183333° с. ш. 31.183333° и. д.) на Нил, преминаване през оазиса Харга (25°27′ с. ш. 30°32′ и. д. / 25.45° с. ш. 30.533333° и. д.), третия нилски праг (19°48′ с. ш. 30°18′ и. д. / 19.8° с. ш. 30.3° и. д.), пресичане на степта Байюда (в коляното на Нил) и достигане до областта Сенар в Източен Судан. Изкачване по река Сини Нил и притока ѝ река Рахад и достигане до Гондер (на север от езерото Тана) в Етиопия | Египет, Судан, Етиопия                                           |
| 20-те години на XVIII в.              | Томас Шоу                                                     | Първи сравнително точни топографски картирания на алжирското и тунизийското крайбрежие | Алжир, Тунис                                                     |
| 1723                                  | Бартоломю Стибс                                               | Откриване горното течение на река Гамбия и доказване, че не е свързана с река Нигер | Сенегал, Гвинея                                                  |
| 1752                                  | Август Фредерик Бейтлър                                       | Картиране на крайбрежната област на Южна Африка от Кейптаун на запад до река Грейт Кей на изток (28º23` и.д.) | РЮА                                                              |
| 1760                                  | Якоб Кутзе                                                    | Откриване на най-долното течение на Оранжевата река | РЮА, Намибия                                                     |
| 1761 – 1762                           | Хендрик Хоп                                                   | Откриване на пустинното плато Голям Намакваленд и планината Карасберг (27° с. ш. 19° и. д. / 27° с. ш. 19° и. д.) северно от долното течение на Оранжевата река | Намибия                                                          |
| 1762 – 1765                           | Джеймс Брус                                                   | Археологически изследвания по средиземноморското крайбрежие на Африка | Мароко, Алжир, Тунис, Либия, Египет                              |
| 1768 – 1772                           | Джеймс Брус                                                   | Първи изследвания в Етиопската планинска земя, поставени на научна основа. Вторично откриване и картиране на езерото Тана и окончателно доказване, че от езерото изтича река Сини Нил | Еритрея, Етиопия                                                 |
| 1771 – 1774, 1777                     | Никола Мейор                                                  | Обхождане и описване на цялото източно крайбрежие на Мадагаскар на север от 20º ю.ш. и част от северозападното – до остров Нуси Бе (1771 – 1773). Двойно пресичане на острова от залива Антонжил (на източното крайбрежие) по откритата от него река Суфиа и на юг от устието ѝ до залива Бомбетука (13º 45` ю.ш.) на западното крайбрежие (1774). Изкачване по река Мангуру, вливаща се на източното крайбрежие, на 20º ю.ш. и първо изследване районите на градовете Анциробе и Антананариво (1777) | Мадагаскар                                                       |
| 1772                                  | Марк-Жозеф Марион дю Френ                                     | Откриване на о-вите Принц Едуард (46°52′ ю. ш. 31°51′ и. д. / 46.866667° ю. ш. 31.85° и. д.) | РЮА                                                              |
| 1778                                  | Хенрик Викар                                                  | Откриване на един от най-високите (146 м) водопади в света – Ауграбис (28°35′ ю. ш. 20°20′ и. д. / 28.583333° ю. ш. 20.333333° и. д.) и проследяване и картиране течението на Оранжевата река от водопада до устието ѝ (над 500 км)) | РЮА, Намибия                                                     |
| 1777 – 1779                           | Робърт Якоб Гордън                                            | Пресичане на платото Голямо Кару, планината Снеевберген, ограждаща го от север и откриване на средното течение на Оранжевата река в най-южната ѝ точка, спуска по нея и откриване на устието на най-големия ѝ десен приток – река Ваал (1777 – 1778). Посещаване на устието на Оранжевата река и изследване на 850 км от долното ѝ течение (1779) | РЮА, Намибия                                                     |
| 1787                                  | Франсиско Жозе Мария ди Ласерда и Алмейда (неизв.-1798)       | Изследване горното течение на река Кунене и откриване на изток от нея горното течение на река Кубанго | Ангола                                                           |
| 1791 – 1792                           | Вилем ван Ренен                                               | Откриване на пустинята Намиб, а на изток – огромната полупустиня Калахари | Намибия, Ботсуана                                                |
| 1792 – 1796                           | Уилям Джордж Браун                                            | Първо посещение от европеец на оазиса Сива и описание на падината Катара (-133 м под морското равнище) (1792). Пътешествие от Асют на река Нил на югозапад, преминаване през оазиса Харга, кладенците Селима (21°30′ с. ш. 29°20′ и. д. / 21.5° с. ш. 29.333333° и. д.) и Малха (15°15′ с. ш. 26°15′ и. д. / 15.25° с. ш. 26.25° и. д.) и достигане до Ал Фашир, административен център на провинция Северен Дарфур в днешен Судан | Египет, Судан                                                    |
| 1795 – 1797                           | Мънго Парк                                                    | Пътешествие от устието на река Гамбия на изток до град Сегу (13°26′ с. ш. 6°16′ з. д. / 13.433333° с. ш. 6.266667° з. д.) на реке Нигер | Гамбия, Сенегал, Мали                                            |
| 1795 – 1803                           | Джон Бароу                                                    | Извършване на няколко пътешествия във вътрешността на Южна Африка и запознаване с релефа, флората и фауната, бита, обичаите и обредите на различни африкански племена | РЮА                                                              |
| 1798                                  | Балтазар Мануел Пирейра до Лаго                               | Пътешествие от Тете (на река Замбези в Мозамбик) на северозапад, пресичане на река Луангва (ляв приток на Замбези) и планината Мучинга и достигане до река Чамбези от басейна на Конго | Мозамбик, Замбия                                                 |
| 1798                                  | Фридрих Хорнеман                                              | Посещение на оазисите Сива (29°15′ с. ш. 25°30′ и. д. / 29.25° с. ш. 25.5° и. д. (изследване на древноегипетските катакомби), Ауджила (29°00′ с. ш. 21°10′ и. д. / 29° с. ш. 21.166667° и. д.) и Мурзук (26°00′ с. ш. 14°00′ и. д. / 26° с. ш. 14° и. д., столицата на областта Фезан | Египет, Либия                                                    |
| 1803 – 1807                           | Доминго Бадия и Леблич                                        | Пътешествие по средиземноморското крайбрежие на Африка. Първо проникване във вътрешността на Мароко от Танжер на юг през Ал Ксар ал Кебир, Мекнес и Фес до Маракеш, а от там на североизток през Таза и Уджда в Западен Алжир. Изясняване на паралелното простиране на хребета Ер Риф и посещение на долината на река Себу и западната част на Атласките планини (1804 – 1805) | Египет, Либия, Тунис, Алжир, Мароко                              |
| 1805 – 1806                           | Мънго Парк                                                    | Плаване надолу по река Нигер от град Сегу (13°26′ с. ш. 6°16′ з. д. / 13.433333° с. ш. 6.266667° з. д.) до водопадите Буса (9°50′ с. ш. 4°36′ и. д. / 9.833333° с. ш. 4.6° и. д.) | Мали, Нигер, Нигерия                                             |
| 1808                                  | Яспер Улрих Зетцен                                            | Изследване на падината Ел Файюм в Египет | Египет                                                           |
| 1812 – 1813                           | Джон Камбъл                                                   | Изследване на Оранжевата река и няколко други реки от системата ѝ | РЮА                                                              |
| 1813 – 1814                           | Йохан Лудвиг Бургхарт                                         | Изследване на долината на Нил от Асуан до Бербер (18º с.ш.), от там достигане до Червено море при Суакин и изследване на долното течение на река Атбара (десен приток на Нил) | Египет, Судан                                                    |
| 1814 – 1817                           | Томас Едуард Боудич                                           | Изследване на крайбрежните райони на Златния бряг (сега Гана) | Гана                                                             |
| 1815 – 1818, 1819 – 1822              | Фредерик Кайо                                                 | Изследване на Египет и части от Либийската пустиня, в т.ч. оазисите Харга (25°00′ с. ш. 30°30′ и. д. / 25° с. ш. 30.5° и. д.), Дахла (25°30′ с. ш. 29°00′ и. д. / 25.5° с. ш. 29° и. д.), Фарафра (27°00′ с. ш. 28°00′ и. д. / 27° с. ш. 28° и. д.), Бахария (28°00′ с. ш. 28°40′ и. д. / 28° с. ш. 28.666667° и. д.) и Сива (29°00′ с. ш. 25°30′ и. д. / 29° с. ш. 25.5° и. д.) | Египет                                                           |
| 1817 – 1818                           | Гаспар Молиан                                                 | Изследване на масива Фута Джалон (между 10º 30` и 11º 30` с.ш.) и откриване изворите на реките Корубал, Гамбия и Бафинг (Сенегал) | Сенегал, Гвинея, Гвинея-Бисау                                    |
| 1820                                  | Джон Камбъл                                                   | Откриване извора на река Лимпопо и вододела между нея и басейна на Оранжевата река – Витватерсранд | РЮА                                                              |
| 1821 – 1822                           | Александър Гордън Ленг, Уолтър Аудни                          | Изследване на реките Голям и Малък Скарсис в Сиера Леоне (1821). Изкачване по река Рокел (вливаща се в Атлантическия океан при Фрийтаун) до изворите ѝ и откриване на най-високата точка на Леоно-Либерийския масив – планината Лома с връх Бинтимани (1822) | Сиера Леоне                                                      |
| 1821 – 1826                           | Уилям Фицуилям Оуен                                           | Топографско заснемане и картогране на значителни части от източното крайбрежие на Африка – източно от Баб ел Мандебския проток, южно от нос Гвардафуй, бреговете на Мадагаскар (1824) и островите в Индийския океан – Сейшелски, Коморски, Амирантски и др. | Сомалия, Мадагаскар, Сейшелски о-ви, Коморски о-ви               |
| 1822 – 1824                           | Диксън Денам, Хю Клапертън, Уолтър Аудни                      | Пресичане на Централна Сахара от Триполи до езерото Чад, изследване на езерото и откриване устието на река Шари и левия ѝ приток река Логоне (1822 – 1823). Пресичане на Сахара от юг на север и се завръщане в Триполи (1824) | Либия, Нигер, Нигерия, Чад, Камерун                              |
| 1822 – 1828                           | Едуард Рюпел                                                  | Пътешествие в Египет и Судан на запад от река Нил и първо посещение на областта Курдуфан (1824) в Западен Судан и съставяне на първата ѝ карта | Египет, Судан                                                    |
| 1825 – 1827                           | Хю Клапертън, Ричард Лендър                                   | Изследване на долното течение на река Нигер от делтата до водопадите Буса (9°53′ с. ш. 4°31′ и. д. / 9.883333° с. ш. 4.516667° и. д.) | Нигерия                                                          |
| 1825 – 1826                           | Александър Гордън Ленг                                        | Пресичане на Сахара от Триполи през Фезан и оазисите Гадамес, Ин Салах, Тидикелт и Туат и първо посещение на европеец в Тимбукту | Либия, Алжир, Мали                                               |
| 1827 – 1828                           | Рене Огюст Кайе                                               | Първо пресичане на Западна Африка от Сиера Леоне през Тимбукту до Мароко. Преминава през платото Фута Джалон, Куруса (10°37′ с. ш. 9°52′ з. д. / 10.616667° с. ш. 9.866667° з. д. и Джене (14°00′ с. ш. 4°30′ з. д. / 14° с. ш. 4.5° з. д. и по реките Бени и Нигер спускане до Тимбукту. Пресичане на Сахара от юг на север до Мароко и откриване източната част на пясъчната пустиня Ел Джуф, платото Ел Еглаб, пустинята Ерг Игиди и оазисите Араван, Таудени и Тафилалет | Сиера Леоне, Гвинея, Мали, Алжир, Мароко                         |
| 1830 – 1831, 1832 – 1833              | Ричард Лендър, Джон Лендър (1807 – 1839)                      | Пътешествие от Лагос до водопадите Буса на река Нигер и плаване надолу по реката до делтата ѝ. Откриване устието на река Бенуе (1400 км) и проследяване на част от долното ѝ течение (1830 – 1831). Изследване на долното течение на Нигер и 150 км от долното течение на Бенуе (1832 – 1833) | Нигерия                                                          |
| 1831 – 1832                           | Жозе Мария Кореа Монтейру                                     | Пътешествие от Тете в Мозамбик на река Замбези и откриване на езерата Бангвеулу и Мверу | Замбия, ДРК                                                      |
| 1831 – 1833                           | Едуард Рюпел                                                  | Първо двойно пресичане на Етиопия от Масауа през Адиграт, достигане до горното течение на река Таказе (десен приток на Атбара от басейна на Нил), преминава през планината Симен и достигане до Гондер. Завръщане на брега на Червено море през Аксум и Адауа | Еритрея, Етиопия                                                 |
| 1834 – 1835                           | Ендрю Смит                                                    | Изследване на горното течение на река Лимпопо | РЮА                                                              |
| 1836 – 1837                           | Джеймс Едуард Александър                                      | Изследване на планината Карасберг, форсиране на река Фиш (десен приток на Оранжевата река) и изкачване по десния ѝ приток, река Конкип, до платото Намакваленд. Откриване на платото Дамараленд (23 – 24º ю.ш.) и спускане по река Куйсеб до Атлантическия океан | Намибия                                                          |
| 1836 – 1840                           | Андрис Вилхелмус Якобус Преториус (1798 – 1853)               | Изследване басейните на горните течения на Оранжевата река и река Лимпопо, вододела между реките Ваал и Лимпопо (областта Трансваал) и Драконовите планини | РЮА                                                              |
| 1837 – 1838                           | Йозеф фон Русегер                                             | Изследване на планинската местност Дар Нуба в южната част на Курдуфан (Западен Судан) и териториите около река Сини Нил | Судан                                                            |
| 1837 – 1848                           | Антоан Томсън д'Абади, Арно Мишел д'Абади                     | Изследване на Етиопската планинска земя на юг от Годжам в областта Кафа. Откриване на река Габе, горното течение на река Омо, вливаща се от север в езерото Туркана (Рудолф). Първи триангулачни измелвания в Етиопия | Етиопия                                                          |
| 1839 – 1841                           | Йохан Лудвиг Крапф                                            | Изследване на днешната провинция Шоа в Етиопия и откриване на нов път към нея от страна на залива Таджура | Етиопия                                                          |
| 1840 – 1843                           | Чарлз Бик                                                     | Пътешествие от залива Таджура (11°40′ с. ш. 43°10′ и. д. / 11.666667° с. ш. 43.166667° и. д.), откриване на безотточното солено езеро Асал (11°40′ с. ш. 42°20′ и. д. / 11.666667° с. ш. 42.333333° и. д.) и достигане до Анкобер (9°35′ с. ш. 39°44′ и. д. / 9.583333° с. ш. 39.733333° и. д.) в Централна Етиопия. Изследване на провинция Годжам в Западна Етиопия, вторично откриване изворите на река Абай и изследване на вододела между реките Сини Нил (от басейна на Нил) и Аваш (губеща се в пясъците на Данакилската пустиня) | Джибути, Етиопия                                                 |
| 40-те години на XIX в.                | Джон Бийкрофт (1790 – 1854)                                   | Детайлно картиране на делтата на Нигер и долното плавателно течение на река Крос, вливаща се в Гвинейския залив на изток от делтата на Нигер | Нигерия                                                          |
| 40-те години на XIX в.                | Юхан Валберг                                                  | Изследване на Драконовите планини в Южна Африка и басейна на река Лимпопо, попадащ в района на днешните провинции Натал и Трансваал | РЮА                                                              |
| 40-те години на XIX в.                | Джеймс Чапман                                                 | Изследване на провинции Натал | РЮА                                                              |
| 1841                                  | Жозеф д'Арно                                                  | Първо изкачване по река Бахр ал Джебел (Бели Нил) до 4º 42` с.ш. и доказване, че изворите на реката трябва да се намират още по-на юг | Южен Судан                                                       |
| 1841                                  | Роелейн Джордж Гордън Къминг (1820 – 1866)                    | Проникване през Драконовите планини до горното течение на река Лимпопо | РЮА                                                              |
| 1845                                  | Джон Дънкан (1820 – 1866)                                     | Картиране на части от южната половина на Бенин до 10º с.ш. | Бенин                                                            |
| 1845 – 1846                           | Джеймс Ричардсън                                              | Първо проникване в оазиса Гат (24°58′ с. ш. 10°11′ и. д. / 24.966667° с. ш. 10.183333° и. д.) от Триполи през Гадамес | Либия                                                            |
| 1847 – 1848                           | Егор Ковалевски                                               | Изкачване по Сини Нил (Бахр-ел-Азрак) до Ер Росейрос (11°52′ с. ш. 34°23′ и. д. / 11.866667° с. ш. 34.383333° и. д.) и откриване на златни находища в изворната област на река Тумат (ляв приток на Сини Нил), която изследва | Судан, Етиопия                                                   |
| 1847 – 1848                           | Йоханес Ребман                                                | Достигане от Момбаса на запад до масива Касигао (3°45′ ю. ш. 38°40′ и. д. / 3.75° ю. ш. 38.666667° и. д.) (1847). Откриване на планинския масив Килиманджаро с увенчания с вечни снегове угаснал вулкан Килиманджаро (1848) | Кения, Танзания                                                  |
| 1847 – 1849                           | Йохан Лудвиг Крапф                                            | Изследване околностите на Момбаса и устията на реките Тана (Ози) и Сабаки (Галана, Ати) (1847). Изследване на планината Усамбара и масива Килиманджаро в Североизточна Танзания (1848). Пътешествие от Момбаса на северозапад, достигане до сливането на реките Ати и Цаво (образуващи река Галана), преминаване през Китуи (1°20′ ю. ш. 38°00′ и. д. / 1.333333° ю. ш. 38° и. д.), разположен на вододела между реките Ати и Тана и откриване на планинския масива Кения | Кения, Танзания                                                  |
| 1848 – 1857                           | Ласло Мадяр                                                   | Плаване на север от град Амбриш (7°50′ ю. ш. 13°06′ и. д. / 7.833333° ю. ш. 13.1° и. д.) покрай брега на Северна Ангола и по река Конго до водопада Йелала (1848). Изследване на платото Бие (1849 – 1850). Пътешествие на изток и североизток от платото Бие, пресичане на река Кванза, продължаване на изток по вододела между Касаи и десните притоци на Замбези, спускане по Касаи до 6º 30` ю.ш. и проследяване на около 1000 км от течението ѝ. На обратния път изследване на областта в горното течение на река Лулуа (десен приток на Касаи), откриване на езерото Дилоло 11°31′ ю. ш. 22°02′ и. д. / 11.516667° ю. ш. 22.033333° и. д., пресичане на десните притоци на Замбези – Шефумаге, Лвенга и Лунгвебунгу и завръщане на платото Бие (1850 – 1851). Изследване на областта в горното и средно течение на река Кунене и най-северозападната част на пустинята Калахари (1852). Изследване на цялото течение (945 км) на река Кунене (1853). Изследване на реките Лунгвебунгу и Лвена и 1000 км от течението на Кубанго до Дирико (17°59′ ю. ш. 20°47′ и. д. / 17.983333° ю. ш. 20.783333° и. д.) (1855). Картиране на южното крайбрежие на Ангола (1857) | Ангола, ДРК                                                      |
| 1849 – 1856                           | Дейвид Ливингстън                                             | Пресичане на пустинята Калахари от юг на север и откриване на езерото Нгами (1849 – 1851). Откриване на блатото Окованго и долното течение на Куандо (Линянти, Чобе, десен приток на Замбези) (1851). Изкачване по Замбези до устието на левия ѝ приток Кабомпо (14º 10` ю.ш.) и продължаване нагоре по десния ѝ приток река Шефумаге, вторично откриване на езерото Дилоло (11°31′ ю. ш. 22°02′ и. д. / 11.516667° ю. ш. 22.033333° и. д.), пресичане на реките Касаи (ляв приток на Конго, Чуамбе, Лвашима, Чикапа, Квилу и Кванго (ляв приток на Касаи) и достигане до Атлантическия океан при Луанда (1853 – 1854). Изследване на средното течение на река Кванза, достигане до Замбези и спускане по нея до Индийския океан при Келимане, като открива водопада Виктория и устията на левите притоци на Замбези – реките Кафуе и Луангва (1854 – 1856) | Ботсуана, Намибия, Ангола, Замбия, Мозамбик                      |
| 1850                                  | Леополд Пане (1820 – 1859)                                    | Пътешествие от Сен Луи в Сенегал, преминаване през платото Адрар (20 – 22º с.ш., 11 – 13º з.д.) и достигане до Мароко | Мавритания, Западна Сахара, Мароко                               |
| 1850                                  | Теодор фон Хойглин                                            | Изследване на египетското крайбрежие на Червено море | Египет                                                           |
| 1850 – 1853                           | Карл Юхан Андерсон, Френсис Галтън                            | Изкачване от Китовия залив (22º 50` ю.ш., на югозападното крайбрежие на Африка) по долината на река Свакоп, изследване на планините Еронго и Оматако и откриване на солената падина Етоша (19°00′ ю. ш. 16°30′ и. д. / 19° ю. ш. 16.5° и. д.. Първо посещение на областта Овамболенд и проследяване и изследване на сухата долина Оматако (1850 – 1851). Пресичане на пустинята Голяма Намаква от север на юг по долината на река Грейт Фиш (Голяма Рибна река) (1852). Първо картиране на езерото Нгами и изследване на долното течение на река Таохе (най-големия ръкав от делтата но река Окаванго), вливаща се в езерото от северозапад (1853) | Намибия, Ботсуана                                                |
| 1850 – 1855                           | Хайнрих Барт, Джеймс Ричардсън, Адолф Офервег                 | Пресичане на Сахара от Триполи през Гат (24°58′ с. ш. 10°10′ и. д. / 24.966667° с. ш. 10.166667° и. д., Югозападна Либия, описание, зарисуване и изучаване на скалните рисунки по склоновете на планината Тасили н`Аджер на древните жители на Сахара), Агадес (Централен Нигер, 16°58′ с. ш. 7°59′ и. д. / 16.966667° с. ш. 7.983333° и. д.) и Кано в Северна Нигерия до Кукава в Североизточна Нигерия (на запад от езерото Чад) (1850 – 1851). Пътешествие до град Йола (в горното течение на река Бенуе, в Източна Нигерия), изследване бреговете и островите на езерото Чад, областта Канем (на североизток от езерото Чад), долното течение на река Логоне (ляв приток на Шари) и областта Бигирми (на югоизток от езерото) (1851 – 1852). Преминаване през Зиндер (13°48′ с. ш. 8°59′ и. д. / 13.8° с. ш. 8.983333° и. д., Южен Нигер), Кацина и Сокото в Северна Нигерия, достигане до река Нигер на юг от Ниамей и изкачване по нея до Тимбукту (1852 – 1853). Спускане по Нигер до Сей (13°06′ с. ш. 2°22′ и. д. / 13.1° с. ш. 2.366667° и. д., Южен Нигер), преминаване до Кукава и повторно пресичане на Сахара от юг на север до Триполи (1854 – 1855)     | Либия, Нигер, Нигерия, Чад, Камерун, Мали                        |
| 1851                                  | У. Х. Хасиот                                                  | Пътешествие от Дърбан през Драконовите планини към горните течения на реките Ваал, Олифантс и Лимпопо | РЮА                                                              |
| 1851 – 1852                           | Йохан Лудвиг Крапф                                            | Достигане до изворната област на река Тана (на юг от масива Кения) (1851). Повторно посещение на планината Усамбара (1852) | Кения, Танзания                                                  |
| 1852 – 1854                           | Антониу Франсишку Ферейра да Силва Порту (1817 – 1890)        | Пресичане на Африка от Бенгела в Ангола до устието на река Рувума на Индийския океан | Ангола, Замбия, Малави, Мозамбик                                 |
| 1853                                  | Уилям Балфур Бейки                                            | Изследване на река Нигер и левия ѝ приток Бенуе до Йола в Източна Нигерия | Нигерия                                                          |
| 1853                                  | Джеймс Чапман                                                 | Изследване на североизточната част на пустинята Калахари със солончака Макарикари с езерото Цкау (21°21′ ю. ш. 24°38′ и. д. / 21.35° ю. ш. 24.633333° и. д.), в т.ч. подхранващата го река Ботлетле | Ботсуана                                                         |
| 1853 – 1858                           | Джон Петрик                                                   | Изкачване по река Бахр ел Газал (ляв приток на Бели Нил) до езерото Рук и изследване на областта между реките Джур и Тондж (1853 – 1856). Изкачване от Хартум по Нил и по десния ѝ приток Собат на повече от 300 км до съставящите я реки – Баро, Пибор и Гило, спускане обратно и изкачване по Бели Нил и Бахр ел Газал до езерото Рук, продължаване на юг-югозапад между реките Джур и Тондж и достигане до планинската местност Мундо на 6º с.ш. | Южен Судан                                                       |
| 1854                                  | Ричард Франсис Бъртън, Джон Хенинг Спик                       | Първо пронинкване от северното крайбрежие на Сомалия във вътрешността на областта Харар в Източна Етиопия | Сомалия, Етиопия                                                 |
| 1854                                  | Робърт Мофет (1795 – 1883)                                    | Пътешествие от река Куруман (ляв приток на река Молопо, от басейна на Оранжевата река), през Шошонг (23°02′ ю. ш. 26°31′ и. д. / 23.033333° ю. ш. 26.516667° и. д.), пресичане на левите притоци на Лимпопо и вододела Лимпопо – Замбези и достигане до горното течение на река Гваай (десен приток на Замбези) | Ботсуана, Зимбабве                                               |
| 1854 – 1855                           | Йохан Лудвиг Крапф                                            | Посещение и изследване на областта Шоа в Етиопия | Етиопия                                                          |
| 1854 – 1857                           | Вернер Мунцингер                                              | Географски изследвания и топографско заснемане на части от Еритрея в районите на Масауа, Асмара и Керен | Еритрея                                                          |
| 1855                                  | Юхан Валберг                                                  | Пътешествие от Китовия залив в Намибия до езерото Нгами и изкачване по вливащата се в него река Таохе и по Окованго до днешната граница между Намибия и Ангола | Намибия, Ботсуана                                                |
| 1855                                  | Джеймс Чапман                                                 | Пътешествие от езерото Нгами до Китовия залив в Намибия | Ботсуана, Намибия                                                |
| 1855 – 1856                           | Жуакин ди Санта Рита Монтаня                                  | Пътешествие от Инямбане, в Южен Мозамбик (23°52′ ю. ш. 35°23′ и. д. / 23.866667° ю. ш. 35.383333° и. д.) на запад, пресичане на река Лимпопо и достигане до планината Саутпансберг (23° ю. ш. 30° и. д. / 23° ю. ш. 30° и. д.) в Трансваал | Мозамбик, РЮА                                                    |
| края на 50-те години                  | Амбруаз Понсе (1835 – 1868), Жул Понсе (1838 – 1873)          | Първо обхождане и опознаване на района на запад от река Бахр ал Джебел (Бели Нил) и долните течения на реките Тондж, Джау и Рол | Южен Судан                                                       |
| 1856                                  | Джовани Миани                                                 | Първо плаване нагоре по река Бахр ал Джебел (Бели Нил) до Гондокоро (Джуба) | Судан                                                            |
| 1856 – 1857                           | Карло Пяджа                                                   | Първо изследване на река Бахр ал Джебел Бели Нил от Хартум до Гондокоро (Джуба) | Судан                                                            |
| 1856 – 1857                           | Теодор фон Хойглин                                            | Изследване на пустинната област Байюда (в коляното на Нил, 18 – 19° с.ш.) (1856) и африканските брегове на Червено море и Аденския залив (1857) | Судан, Еритрея, Джибути, Сомалия                                 |
| 1856 – 1858                           | Пол Белони дьо Шайо                                           | Изследване на крайбрежните райони на Габон между естуара Габон (0º 15` с.ш.) на север и нос Лопес (0º 40` ю.ш.) на юг, в т. ч. устието на река Назаре (един от ръкавите на делтата на река Огове), крайбрежието на север от естуара Габон и залива Рио Муни и изкачване по вливащате се в него река Тембони до планината и спускане по река Ндуя, вливаща се в същия залив (1856). Изследване на южния ръкав от делтата на Огове – Нпулуне, вливащ се в лагуната Нкоми (Фернан Вас, 1º 50` ю.ш.) и намиращото се на изток от нея езеро Аненге (1857). Изкачване по река Рембо-Нкоми (вливаща се в лагуната Нкоми), пресичане на вододела на изток и откриване на средното течение на най-големия ляв приток на Огове – река Нгуме. Изследване на средното течение на Нгуме и планината Шайо покрай десния ѝ бряг (1858) | Габон                                                            |
| 1857                                  | Курвал                                                        | Първо преминаване от Масауа на Червено море до Касала (в Судан, 15°27′ с. ш. 36°24′ и. д. / 15.45° с. ш. 36.4° и. д.) и проследяване течението на река Aтбара до устието ѝ в Нил | Еритрея, Судан                                                   |
| 1857                                  | Хуго Хан                                                      | Изследване на платото Овамболенд в Северна Намибия, река Оматако (десен приток на Окаванго) и река Овамбо, вливаща се от изток в солончака Етоша | Намибия                                                          |
| 1857 – 1858                           | Ричард Франсис Бъртън, Джон Хенинг Спик                       | Пътешествие от Багамойо (6º 30` ю.ш.), по река Руву (Пангани), пресичане на крайбрежната област Узарамо, платото Усагара, откриване на средното и горно течение на река Вами, пресичане на хребета Рубехо, достигане до Табора (5°02′ ю. ш. 32°49′ и. д. / 5.033333° ю. ш. 32.816667° и. д.), продължаване на запад, покрай реките Игомбе и Малагараси и откриване на езерото Танганика (13 февруари 1858). Изследване на северната част на езерото и откриване на вливащата се в него от север река Рузизи и п-ов Убвари. Откриване на езерото Виктория (3 август 1858, Джон Хенинг Спик) | Танзания, Бурунди, ДРК                                           |
| 1857 – 1861                           | Уилям Балфур Бейки                                            | Детайлно проучване и картиране на долното течение на река Нигер и притоците ѝ | Нигерия                                                          |
| 1858 – 1859                           | Карл Юхан Андерсон                                            | Поход от средното течение на река Свакоп, западната част на платото Дамараленд и откриване на полупустинното плато Каоко (1858). Поход от средното течение на река Свакоп на североизток и достигане до средното течение на река Окаванго (1859) | Намибия                                                          |
| 1858 – 1859                           | Жул Брауезек                                                  | Топографско заснемане на вливащата се от изток в естуара Габон река Комо и притока ѝ Бокве | Габон                                                            |
| 1858 – 1860                           | Вилхелм Райс                                                  | Изследване на вулканите на Канарските о-ви, о-вите Мадейра и о-вите Кабо Верде | Канарските о-ви, Мадейра, Кабо Верде                             |
| 1859                                  | Франц Морланг (1828 – 1875)                                   | Откриване на река Ей (ляв приток на Бели Нил) | Южен Судан                                                       |
| 1859 – 1860                           | Албрехт Рошер                                                 | Изследване крайбрежието на Танзания от Багамойо на север до Килва на юг, в т.ч. залива на Дар ес Салам и делтата на река Руфиджи. Изследване на бреговете на езерото Малави (Няса) и околностите му | Танзания, Мазамбик, Малави                                       |
| 1859 – 1861                           | Орацио Антинори, Карло Пяджа                                  | Изкачване по река Бахр ел Газал до езерото Рек и пътешествие на югозапад между реките Джур (дясна съставяща на Бахр ел Газал) и Тондж | Южен Судан                                                       |
| 1859 – 1861                           | Анри Дюверие                                                  | Пътешествие от Алжир през Бискра (34°44′ с. ш. 5°23′ и. д. / 34.733333° с. ш. 5.383333° и. д.), сухата река Мзаб до оазиса Ел Голеа (30°35′ с. ш. 2°53′ и. д. / 30.583333° с. ш. 2.883333° и. д.) и от там през Уаргла (31°58′ с. ш. 5°21′ и. д. / 31.966667° с. ш. 5.35° и. д.) и Тугурт (33°06′ с. ш. 6°04′ и. д. / 33.1° с. ш. 6.066667° и. д., достигане до Габес в Тунис (1859). Пътешествмие от Габес през Гадамес, Западен Фезан и Гат, изследване на платото Тасили Н'Аджер и северната част на масива Ахагар и през Мурзук и Сокна завръщане в Триполи (1860 – 1861) | Алжир, Тунис, Либия                                              |
| 1859 – 1863                           | Дейвид Ливингстън                                             | Изкачване по река Шире (ляв приток на Замбези) и откриване на водопадите Мърчисън (15°54′ ю. ш. 34°45′ и. д. / 15.9° ю. ш. 34.75° и. д.), езерото Чилва и планинските масиви Муландже на юг и Зомба на запад от езерото. Вторично откриване на езерото Няса (1859). Изследване на река Замбези до устието на река Куандо (1860). Изследване на долното течение на река Рувума и южната част на езерото Малави до 11º 20` ю.ш. на север (1861). Изследване на областта на запад от езерото Малави (Няса) (вододела между него и левия приток на Замбези – река Луангва) (1863) | Мозамбик, Малави, Танзания, Замбия                               |
| 1859 – 1864                           | Ежен Едуар Жак-Мари дьо Прюйсенер дьо ла Востин (1826 – 1864) | Изследване на река Бели Нил от Хартум до Гондокоро (Джуба) и река Ей на запад от нея (1859 – 1862). Изследване на река Сини Нил (1863 – 1864) | Судан, Етиопия                                                   |
| 1860                                  | Джовани Миани                                                 | Изследване на река Бели Нил от Гондокоро (Джуба) до Нимуле (3º 35` с.ш.)) | Южен Судан                                                       |
| 1860 – 1861                           | Карл Мориц фон Бойрман                                        | Изкачване по Нил до Короско, пресичане на Нубийската пустиня до Бербер и от там до Суакин на Червено море | Судан                                                            |
| 1860 – 1862                           | Густав Ман, Ричард Франсис Бъртън                             | Изследване на островите Фернандо По (Биоко, Сао Томе и Принсипи и континенталната част на Екваториална Гвинея (1860). Първо изкачване на планината Камерун заедно с Ричард Франсис Бъртън (1862) и изследване на районите около нея (1861 – 1862) | Екваториална Гвинея, Сао Томе и Принсипи, Камерун                |
| 1860 – 1863                           | Джон Хенинг Спик, Джеймс Огъстъс Грант                        | Експедиция от Багамойо (в Източна Танзания) през Табора до областта Карагве на югозапад от езерото Виктория. Откриване на река Кагера (420 км), вливаща се от запад в езерото и достигане до Кампала. Откриване мястото на изтичане на река Виктория-Нил от езерото Виктория, устието на река Кафу (1°39′ с. ш. 32°06′ и. д. / 1.65° с. ш. 32.1° и. д.), ляв приток на Виктория-Нил, спускане по Виктория-Нил до праговете Карума (2°15′ с. ш. 32°15′ и. д. / 2.25° с. ш. 32.25° и. д.) и достигане до Гондокоро (Джуба) в Южен Судан | Танзания, Уганда                                                 |
| 1860 – 1863                           | Джеймс Чапман                                                 | Пътешествие от Китовия залив в Намибия през езерото Нгами до водопада Виктория на река Замбези | Намибия, Ботсуана                                                |
| 60-ге години на XIX в.                | Чарлз Ню (неизв.-1875)                                        | Изследване района на град Момбаса в Кения и долните течения на реките Тана и Сабаки | Кения                                                            |
| 60-ге години на XIX в.                | А. Хорнер                                                     | Изследване и картиране на северното крайбрежие на Танзания | Танзания                                                         |
| 1861 – 1862                           | Алфред Пеней (неизв.-1861)                                    | Изследване на областта на запад от река Бахр ал Джебел (Бели Нил) до река Рол и Бахр ал Джебел на юг от Гондокоро (Джуба) | Южен Судан                                                       |
| 1861                                  | Гийом Лежан)                                                  | Изследване на река Бахър ал Газал и първо нейно картиране | Судан                                                            |
| 1861                                  | Самюъл Уайт Бейкър                                            | Изкачване по река Атбара и по десния ѝ приток река Сетит (Таказе) до Етиопската планинска земя, преминаване през областта на горното течение на Атбара към реките Рахад и Диндер (десни притоци на Бахр ал Азрак) и спускане по Бахр ал Азрак до Хартум | Судан, Етиопия                                                   |
| 1861 – 1862                           | Карл фон дер Декен, Ричард Торнтън                            | Изследване на източните склонове на планината Паре (на юг от Килиманджаро), откриване на езерото Джипе (3°36′ ю. ш. 37°46′ и. д. / 3.6° ю. ш. 37.766667° и. д., на границата между Танзания и Кения), изследване на южното подножие на Килиманджаро до 2300 м надморска височина и спускане по река Умба до Индийския океан (1861). Първи опит за покоряване на Килиманджаро (изкачване до 4200 м) и откриване на планината Меру на запад-югозапад от Килиманджаро | Кения, Танзания                                                  |
| 1861 – 1862                           | Фридрих Герхард Ролфс                                         | Уточняване на орографската схема на планинските хребети в Мароко (1861). Изследване на атлантическото крайбрежие на Мароко до устието на река Сус на юг и достига до оазиса Тифалалет (31°20′ с. ш. 4°20′ з. д. / 31.333333° с. ш. 4.333333° з. д.) | Мароко                                                           |
| 1861 – 1862                           | П. Сервал                                                     | Топографско заснемане на река Рембве с притоците ѝ и редица малки реки, принадлежащи към басейна на естуара Габон (1861). Изследване на долното течение на река Огове и картиране на езерата Аванга (0°56′ ю. ш. 9°47′ и. д. / 0.933333° ю. ш. 9.783333° и. д.) и Аненге (1°09′ ю. ш. 9°29′ и. д. / 1.15° ю. ш. 9.483333° и. д.). Изкачване по река Рембве (вливаща се от югоизток в него), пресичане на ниския вододел и достигане до Огове, близо до устието на десния ѝ приток – Абанга | Габон                                                            |
| 1861 – 1862                           | Теодор фон Хойглин                                            | Пътешествие от Масауа през Адуа, Гондар и Дебра-Табор в областта Шоа в Етиопия и от там през Галабат (13°05′ с. ш. 36°00′ и. д. / 13.083333° с. ш. 36° и. д.) и Ал Гадаруф (14°02′ с. ш. 35°22′ и. д. / 14.033333° с. ш. 35.366667° и. д.) завръщане в Хартум | Еритрея, Етиопия, Судан                                          |
| 1862                                  | Вернер Мунцингер                                              | Изследване на областта Курдуфан и неуспешен опит за проникване на запад в областта Дарфур и платото Вадаи | Судан                                                            |
| 1862 – 1863                           | Карл Мориц фон Бойрман                                        | Пътешествие от Бенгази през Джоло и Мурзук, достигане до езерото Чад и изследване на платото Вадаи в Източен Чад | Либия, Чад                                                       |
| 1862 – 1863                           | Джон Петрик                                                   | Изкачване по Нил до селището Абу Кук, завиване на запад, достигане до река Рол, изкачване по нея, пресича вододела между Рол и Ей, изкачване по последната до устието на десния ѝ приток река Бибе, завиване на изток и достигане до Гондокоро | Южен Судан                                                       |
| 1862 – 1863                           | Александрина Тине                                             | Изкачване по река Бели Нил и по десния ѝ приток река Собат до началото на плавателния ѝ участък (1862). Изкачване по Бели Нил и по Бахър ал Газал до Мешра ер Рек и достигане до река Понго (десен приток на Бахър ал Араб) | Южен Судан                                                       |
| 1863 – 1864                           | Самюъл Уайт Бейкър                                            | Изследване на планината Лотуке (4° с. ш. 33° и. д. / 4° с. ш. 33° и. д.) (1863). Пътешествие от планината на юг, пресичане на река Асва (десен приток на Бели Нил) и достигане до река Виктория-Нил, недалеч от водопадите Карума. Продължаване на запад през заблатената долина на река Кафу, откриване на езерото Алберт и на запад от него Сините планини. Изследване източното крайбрежие на езерото и откриване устието на Виктория-Нил и „извора“ на Бели Нил. Изследване на долното течение на Виктория-Нил от устието ѝ до водопадите Карума и откриване на водопада Мърчисън (Кабарега) (1863 – 1864) | Южен Судан, Демократична република Конго                         |
| 1863 – 1865                           | Карло Пяджа                                                   | Изследване на горното течение на река Джур (дясна съставяща на Бахър ал Газал), река Суе и района между нея и горното течение на река Тондж и достигане на юг до горното течение на река Бвере (десен приток на Уеле) | Южен Судан, Демократична република Конго                         |
| 1864                                  | Албиго                                                        | Изследване на река Огове до устието на левия ѝ приток река Нгуние и южния ръкав на делтата на Огове – Нпулуне, до лагуната Нкоми (Фернан-Вас) | Габон                                                            |
| 1864                                  | Сметс                                                         | Пресичане на платото Каоко в Северна Намибия и достигане до река Кунене | Намибия                                                          |
| 1864 – 1865                           | Пол Белони дьо Шайо, Албиго                                   | Изследване на река Нгуние до водопадите Нагоши и Фугаму (1864). Изследване на централната част на планината Шайо до 12º 35` и. (1865) | Габон                                                            |
| 1864 – 1866                           | Георг Швайнфурт                                               | Изследване на западното – египетско-суданско крайбрежие на Червено море, от Кусейр до Суакин | Египет, Судан                                                    |
| 1864 – 1867                           | Фридрих Герхард Ролфс                                         | Първо пресичане на Сахара от запад на изток – от оазиса Тифалалет (31°20′ с. ш. 4°20′ з. д. / 31.333333° с. ш. 4.333333° з. д.) през оазиса Туат (Тидикелт), достигане до Гадамес (31°10′ с. ш. 9°30′ и. д. / 31.166667° с. ш. 9.5° и. д.) и от там до Триполи на север (1864). Първо пресичане на Сахара от север на юг – от Триполи през езерото Чад, изследване на платото Джос в Централна Нигерия и по реките Бенуе и Нигер, спускане до Гвинейския залив. Изследване на река Нигер от Джеба (9°07′ с. ш. 4°50′ и. д. / 9.116667° с. ш. 4.833333° и. д.) до делтата ѝ, преминаване през Западна Нигерия до Ибадан и достигане до Лагос (1865 – 1867) | Мароко, Алжир, Либия, Нигер, Чад, Нигерия                        |
| 1864 – 1873                           | Вернер Мунцингер                                              | Мащабни физикогеографски изследвания в Еритрея | Еритрея                                                          |
| 1864 – 1880                           | А. Андерсън                                                   | Картиране на почти цялата територия на пустинята Калахари, главно в пределите на днешна Ботсуана | Ботсуана                                                         |
| 1865                                  | Карл фон дер Декен                                            | Картиране на долните течения на реките Тана и Джуба до град Бардера (2°20′ с. ш. 42°20′ и. д. / 2.333333° с. ш. 42.333333° и. д.) | Кения, Сомалия                                                   |
| 1865 – 1870                           | Алфред Грандиде                                               | Комплексно физикогеографско изследване на Мадагаскар | Мадагаскар                                                       |
| 1865 – 1872                           | Карл Маух                                                     | Изследване на областта Трансваал (1865 – 1866). Пътешествие от Трансваал на север до горното течение на река Умниати (десен приток на Замбези) и притока ѝ Умфули (1866 – 1867). Пътешествие от Почефструм (26°42′ ю. ш. 27°06′ и. д. / 26.7° ю. ш. 27.1° и. д.) през Претория, Лиденбург (25°06′ ю. ш. 30°27′ и. д. / 25.1° ю. ш. 30.45° и. д.), пресичане на река Лимпопо и по левия ѝ приток река Бубие достигане до изворите на река Умниати (1868). Нови изследвания в Трансваал (1869 – 1870). Пътешествие по източната част на междуречието Лимпопо-Замбези и достигане до селището Сена (17°27′ ю. ш. 35°02′ и. д. / 17.45° ю. ш. 35.033333° и. д.) в Мозамбик (1871 – 1872) | РЮА, Зимбабве                                                    |
| 1866                                  | Р. Б. Н. Уокър                                                | Изследване на река Нгуние до водопадите Нагоши и Фугаму и река Огове до Нджоле (0°11′ ю. ш. 10°46′ и. д. / 0.183333° ю. ш. 10.766667° и. д.) и откриване на езерото Азинго (0°34′ ю. ш. 10°01′ и. д. / 0.566667° ю. ш. 10.016667° и. д.) | Габон                                                            |
| 1866 – 1871                           | Ернст Марно                                                   | Изследване на река Сини Нил и левия ѝ приток река Тумат (Тумил) (1866 – 1869) и южната част на междуречието на реките Бели и Сини Нил и достигане на юг до Джуба (Гондокоро) (1869 – 1871) | Судан, Южен Судан                                                |
| 1866 – 1873                           | Дейвид Ливингстън                                             | Пътешествие от залива Микиндани (10°15′ ю. ш. 40°08′ и. д. / 10.25° ю. ш. 40.133333° и. д.) в Югоизточна Танзания, изкачване по река Рувума, заобикаляне от юг езерото Няса, пресичане на река Луангва и планината Мучинга и слиза в долината на река Чамбези, считаща се за начало на Конго (1866 – 1867). Достигане до южния бряг на езерото Танганика, продължаване на запад-югозапад и откриване на езерата Мверу (вторично) и Мофве, реките Луапула (вливаща се от юг в езерото Мверу) и Лувуа, изтичаща на север от него (десен приток на Луалаба) и езерото Бангвеулу (1867 – 1868). Достигане до западния бряг на езерото Танганика, изследване на областта на запад от него до река Луалаба (4 – 6º ю.ш.) и десния приток на Луалаба – река Луама (1869 – 1871). Изследване на северната част на Танганика (1871) и югоизточното крайбрежие на езерото (1872 – 1873) | Танзания, Мозамбик, Малави, Замбия, Демократична република Конго |
| 1867                                  | Т. М. Томас                                                   | Откриване на десните притоци на река Гваай (десен приток на Замбези) – реките Бембеси (устие, 19°01′ ю. ш. 27°44′ и. д. / 19.016667° ю. ш. 27.733333° и. д.) и Шангани (устие, 18°31′ ю. ш. 27°11′ и. д. / 18.516667° ю. ш. 27.183333° и. д.) | Зимбабве                                                         |
| 1867 – 1868                           | Рихард Бренер                                                 | Откриване на западния ръкав от делтата на река Тана и изследване на част от долното течение на реката, района между нея и крайбрежието и долното течение на река Сабаки (Галана, Ати). Пътешествие от устието на Тана до Бардера (2°20′ с. ш. 42°17′ и. д. / 2.333333° с. ш. 42.283333° и. д.) на река Джуба и от там на юг до Индийския океан в района на кенийско-сомалийската граница | Кения, Сомалия                                                   |
| 1867 – 1868                           | А. Еме                                                        | Топографско заснемане на долното течение на река Огове до устието на левия ѝ приток Нгуние (1867) и делтата на Огове и лагуната Нкоми (Фернан-Вас) (1867 – 1868) | Габон                                                            |
| 1868                                  | Сент-Винсент Уитшед Ърскин                                    | Топографско заснемане на най-долното течение на река Олифантс и долното течение на Лимпопо (само на територията на Мозамбик) | Мозамбик                                                         |
| края на 60-те години на XIX в.        | Р. Фейр                                                       | Откриване на езерото Асале (14°01′ с. ш. 40°24′ и. д. / 14.016667° с. ш. 40.4° и. д.) в северната част на Данакилската пустиня | Етиопия                                                          |
| 1869                                  | Фридрих Герхард Ролфс                                         | Пресичане на северната част на Либийската пустиня от Триполи до Александрия, изследване на античните градове Лептис-Магна (32°40′ с. ш. 14°15′ и. д. / 32.666667° с. ш. 14.25° и. д.), Птолемаис и Кирена, откриване на депресията Бир Ресам и изследва соленото езеро Натрон | Либия, Египет                                                    |
| 1869 – 1871                           | Георг Швайнфурт                                               | Изследване на реките Тондж и Джур (дясна съставяща на Бахр-ел-Газал) и откриване левия приток на Джур – река Вау (1869). Изследва областта между реките Тондж и Рол, в т.ч. разположената между тях река Роа (десен приток на Джур) (1869 – 1870). Пътешествие през областта на горните течения на реките Тондж и Суе-Джур, пресичане на ниския хълмист вододел между Нил и Конго, навлизане в областта на горното течение на река Бвере (десен приток на Уеле), откриване на река Уеле и левия ѝ приток река Гада и достигане до селището Тапили (3°25′ с. ш. 27°40′ и. д. / 3.416667° с. ш. 27.666667° и. д.). На обратния път пресичане на реките Гада и Кибали (Уеле), изследване на планината Бангензе на вододела между Нил и Конго и открива изворите на река Суе (Джур) (1870). Експедиция в областта Дар-Фертит в западната част на Южен Судан, откриване на река Куру (десен приток на Лол, от басейна на Понго) и левия ѝ приток река Бири (1871) | Южен Судан, Демократична република Конго                         |
| 1869 – 1874                           | Густав Нахтигал                                               | Пътешествие от Триполи през Марзук (25°55′ с. ш. 13°55′ и. д. / 25.916667° с. ш. 13.916667° и. д.) и изследване на масива Тибести. Достигане до езерото Чад и първо пресичане на Сахара през пустинята Билма (18 – 20º с.ш., 12 – 16º и.д.). Изследване на езерото Чад, областите Канем и Борку на североизток от езерото и Багирми на югоизток от него. Пътешествие от езерото Чад на изток през Абеше (13°50′ с. ш. 20°50′ и. д. / 13.833333° с. ш. 20.833333° и. д.), столицата на областта Вадаи, откриване на езерото Фитри (12°47′ с. ш. 17°31′ и. д. / 12.783333° с. ш. 17.516667° и. д.)и вливащата се от изток в него река Бата, пресичане на платото Дарфур, достигане до Обейд и спускане по Нил до Средиземно море | Либия, Чад, Судан                                                |